# Heinz Griesbach
Heinz Griesbach (* 5. März 1918 in Berlin; † 22. Dezember 2008 in Bischofswiesen) war ein deutscher Mitarbeiter des Goethe-Instituts, Sprachwissenschaftler und Lehrbuchautor. Sein gemeinsam mit Dora Schulz verfasstes Lehrwerk Deutsche Sprachlehre für Ausländer gilt als frühes Standardwerk für den Unterricht in Deutsch als Fremdsprache (DaF). Daneben veröffentlichte er zahlreiche linguistische und sprachdidaktische Bücher für dieses Fachgebiet.

## Leben und beruflicher Werdegang
Griesbach studierte von 1946 bis 1950 an den Universitäten Frankfurt/M. und Bonn Islamwissenschaften, Ethnologie sowie vergleichende Religionswissenschaften und schloss 1950 seine Promotion mit einer Arbeit über Osmān ibn Aḥmed: Memoiren eines Zeitgenossen Prinz Eugens an der Universität Bonn ab. Vor seiner späteren Tätigkeit als Lehrkraft und Autor für Deutsch als Fremdsprache (DaF) wirkte er nach eigener Aussage als „Dolmetscher für einige Sprachen, aber über die deutsche Sprache hatte ich bis dahin kaum reflektiert.“
Am 9. August 1951 war in München das „Goethe-Institut e.V. zur Pflege der deutschen Sprache im Ausland“ gegründet worden, dessen erste Zentrale die für den Sprachunterricht zuständige Mitarbeiterin Dora Schulz zusammen mit dem Geschäftsführer Helmut Brückmann leitete. 1953 fand der erste Intensivkurs für ausländische Deutschlernende an der Unterrichtsstätte in Bad Reichenhall statt. Da für diesen Unterricht kein geeignetes Lehrmaterial existierte, entwickelten Schulz und Heinz Griesbach als Lehrkräfte für diese Kurse eigene Texte, Übungen und Anleitungen zur Ausbildung künftiger Lehrkräfte. Nachdem das Unterrichtsmaterial weiter erprobt und entwickelt worden war, veröffentlichte der Hueber Verlag in München 1955 die erste Auflage der Deutschen Sprachlehre für Ausländer, Grundstufe. In der Folge wurde dieses Lehrbuch von Schulz und Griesbach durch weitere Lehrmaterialien ergänzt und entwickelte sich im Einsatz an den inzwischen auch im Ausland gegründeten Zweigstellen des Goethe-Instituts zum ersten modernen Standardwerk für den Unterricht in Deutsch als Fremdsprache (DaF). Griesbach ergänzte dieses Lehrwerk für die damals sogenannte Grundstufe durch ein Lehrwerk für die Mittelstufe, und es entstanden weitere Ausgaben für den Unterricht für Lernende mit spezifischen Ausgangssprachen sowie zahlreiche Zusatzmaterialien. Außerdem veröffentlichte er mehrere sprachwissenschaftliche und didaktische Übersichten zu Teilgebieten der deutschen Grammatik, Idiomatik oder zur Landeskunde.
Nachdem er die Unterrichtsstätte in Bad Reichenhall bis 1970 geleitet hatte, widmete sich Griesbach fortan als freier Autor seinen Studien und Veröffentlichungen zur deutschen Sprache und weiteren Lehrmaterialien für DaF. 

## Ausgewählte Veröffentlichungen
- Schulz, Dora und Heinz Griesbach: Deutsche Sprachlehre für Ausländer, Max Hueber Verlag, München 1955. ISBN 978-3-19001-006-6
- Schulz, Dora und Heinz Griesbach: Grammatik der deutschen Sprache, Max Hueber Verlag, München 1960.
- Griesbach, Heinz. Deutsche Sprachlehre für Ausländer. Mittelstufe: Moderner deutscher Sprachgebrauch: ein Lehrgang für Fortgeschrittene. Max Hueber Verlag, München 3. Auflage 1968.
- Griesbach, Heinz: Neue Deutsche Grammatik. Langenscheidt, Berlin u. a. 1986. ISBN 978-3-468-49762-9 OCLC 16447697